# Guangdong Hengda Nuzi Paiqiu Julebu
Il Guangdong Hengda Nuzi Paiqiu Julebu fu un club femminile pallavolistica cinese, con sede a Canton; apparteneva all'Evergrande Real Estate Group.

## Storia
Il Guangdong Hengda Nuzi Paiqiu Julebu viene fondato il 24 aprile 2009, diventando il primo club cinese ad operare in maniera professionistica, ossia ingaggiando atlete dall'estero o dalle altre formazioni cinesi e operando in forma autonoma, non essendo un'organizzazione corporativa. Nella sua prima stagione domina la Chinese Volleyball League B, campionato cadetto cinese, vincendo 12 partite in altrettanti incontri ed ottenendo la promozione in Chinese Volleyball League. 
Nella stagione 2010-11 vince la stagione regolare, ma ai play-off viene sconfitto in finale dalle campionesse in carica del Tianjin, mentre nella stagione successiva, dopo aver chiuso in vetta nuovamente la regular season, ai play-off scudetto elimina prima le campionesse in carica del Tianjin in semifinale e poi si laurea per la prima volta campione di Cina, battendo in finale lo Shanghai. Nel corso del campionato 2012-13 viene nuovamente sconfitto in finale scudetto dal club di Tientsin, ma a livello continentale si aggiudica il campionato asiatico per club. Durante l'annata seguente ottiene il quarto posto posto in campionato, mentre sale sul gradino più basso del podio al campionato mondiale per club.
Nel 2014 il club cessa di esistere in seguito alla fusione con la provinciale del Guangdong, dalla quale viene accorpata e nella quale l'azienda Evergrande resta attiva in veste di sponsor fino al 2021.

## Palmarès
- Campionato cinese: 1

2011-12
- Campionato asiatico per club: 1

2013